# Trichomanes spectabile
Trichomanes spectabile là một loài dương xỉ trong họ Hymenophyllaceae. Loài này được Klotzsch mô tả khoa học đầu tiên năm 1840.
Danh pháp khoa học của loài này chưa được làm sáng tỏ. 